# Красково (Спасский сельсовет, Вологодский район)
Красково — деревня в Вологодском районе Вологодской области.
Входит в состав Спасского сельского поселения, с точки зрения административно-территориального деления — в Спасский сельсовет.
Расстояние по автодороге до районного центра Вологды — 26 км, до центра муниципального образования Непотягово — 16 км. Ближайшие населённые пункты — Ильинское, Подомарцево, Подгорье.

## Население
| 2010 |
| ---- |
| 10   |

По переписи 2002 года население — 25 человек (12 мужчин, 13 женщин). Преобладающая национальность — русские (96 %).